# 浅田有信
浅田 有信（あさだ ありのぶ、1796年（寛政8年） - 1851年（嘉永4年））は江戸期の篤農家および報徳運動家。通称は勇次郎（ゆうじろう）で、出生地の秦野市では「浅田勇次郎（あさだ ゆうじろう）」として知られる。兄に安居院義道（庄七）がいる。

## 略歴
- 1796年（寛政8年） - 相模国大住郡蓑毛村（現・神奈川県秦野市蓑毛）に住む大山阿夫利神社の修験者をしていた朝田家の三男として生まれる。
- 1847年（弘化4年） - 遠江国長上郡下石田村（現・静岡県浜松市中央区下石田町）へ向かう。後からやってきた実兄・庄七や村民たちとともに下石田社を結成し報徳思想の普及と同村の復興に取り組む。
- 1851年（嘉永4年） - 伊勢国松坂（現・三重県松阪市）で死去。享年55。墓所は松阪市郷津町の西方寺。